# 米娜與伯爵
米娜與伯爵（Mina and the Count）是個短篇卡通系列，由Rob Renzetti創建。並未被發展成一個獨立的卡通系列，只以卡通短篇的模式出現於兩個短篇卡通合輯節目中，第一集〈Interlude with a Vampire〉發表於卡通頻道的《妙妙卡通秀》，爾後的五篇則在尼克羅頓國際兒童頻道的《Oh Yeah!卡通》撥出。
主角米娜是一個紅髮小女孩，一日吸血鬼伯爵弗拉德尋找獵物時因為搞錯名字而跑入她房間，兩人因此成為了好朋友。故事就是圍繞在他們兩人的互動以及生活的點滴上。

## 主要角色
米娜·哈珀(Mina Harper)
一個七歲的小女孩，有著一頭平常紮著馬尾的紅髮，且穿紅色衣服。因為伯爵誤闖她房間而和他成為好朋友，曾經在學校的報告上以我最要好的朋友為題介紹伯爵，可是遭到同學嘲笑。有一個姐姐叫做露西，劇中只有出現她的父親，母親則沒有登場過。
弗拉德伯爵(Vlad the Count)
一個700多歲的吸血鬼，有著淺藍色皮膚，穿著藍色披風與黑西裝。說話有著濃厚的口音，能夠變身成霧、狼還有蝙蝠等，還有催眠和移動物體的能力。雖然不喜歡普通人的食物，但為了讓米娜開心他還是會吃下米娜煮的洋蔥湯，因此而生病。
伊果(Igor)
伯爵的僕人，有著駝背和顏色不一的雙眼，負責照料伯爵的起居，在伯爵熬日時會拖他去睡覺。喜歡看電視。

## 各回標題
除了Interlude with a Vampire是在《妙妙卡通秀》播出外，其他各回都在《Oh Yeah!卡通》撥出。
1. Interlude with a Vampire
2. My Best Friend
3. FrankenFrog
4. The Vampire Who Came to Dinner
5. The Ghoul's Tribunal
6. Playing a Hunch